# Trefl Sopot (piłka siatkowa kobiet)

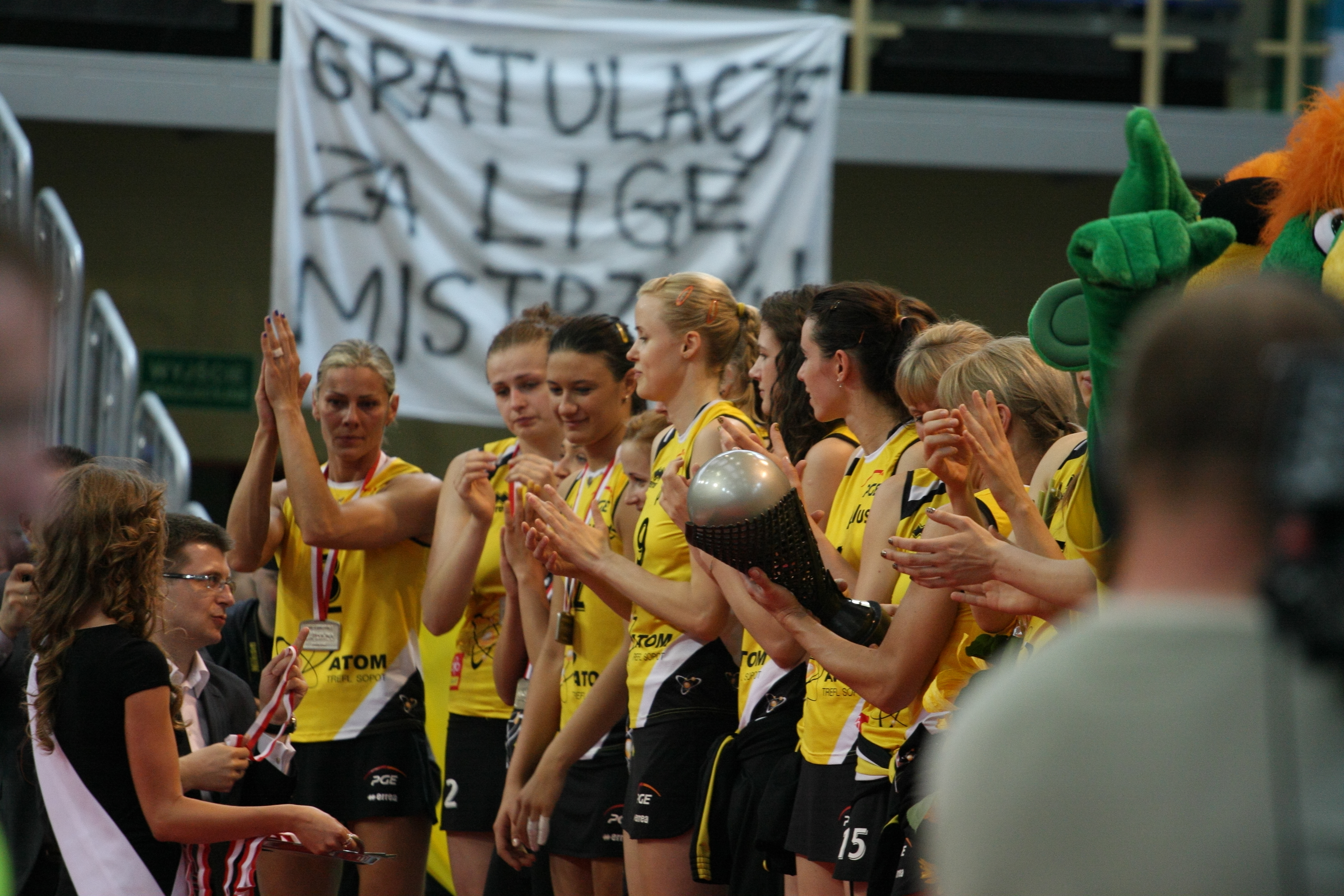
Zawodniczki Atomu Trefl Sopot srebrnymi medalistkami Mistrzostw Polski w sezonie 2010/2011

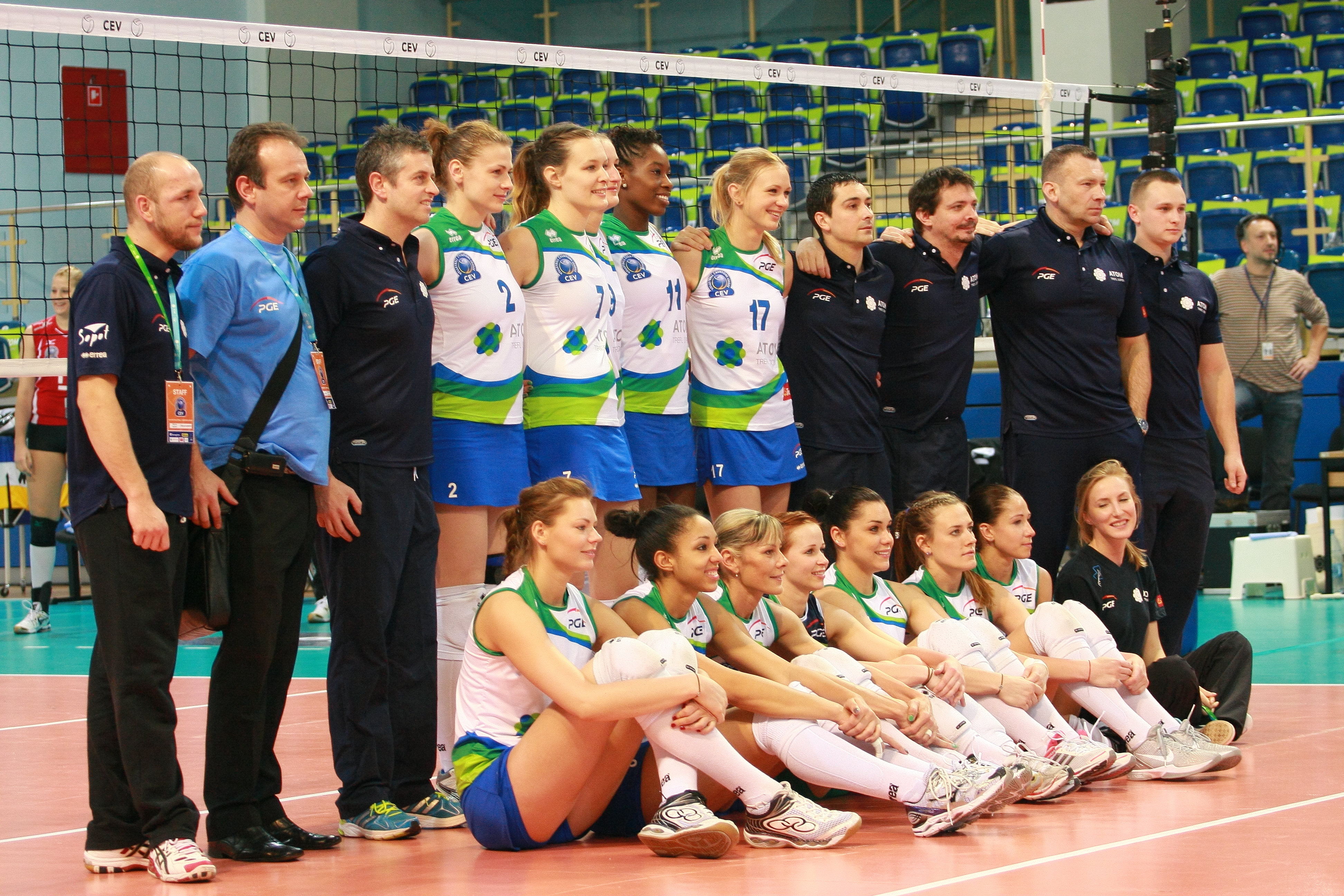
Zawodniczki Atomu Trefl Sopot w sezonie 2011/2012

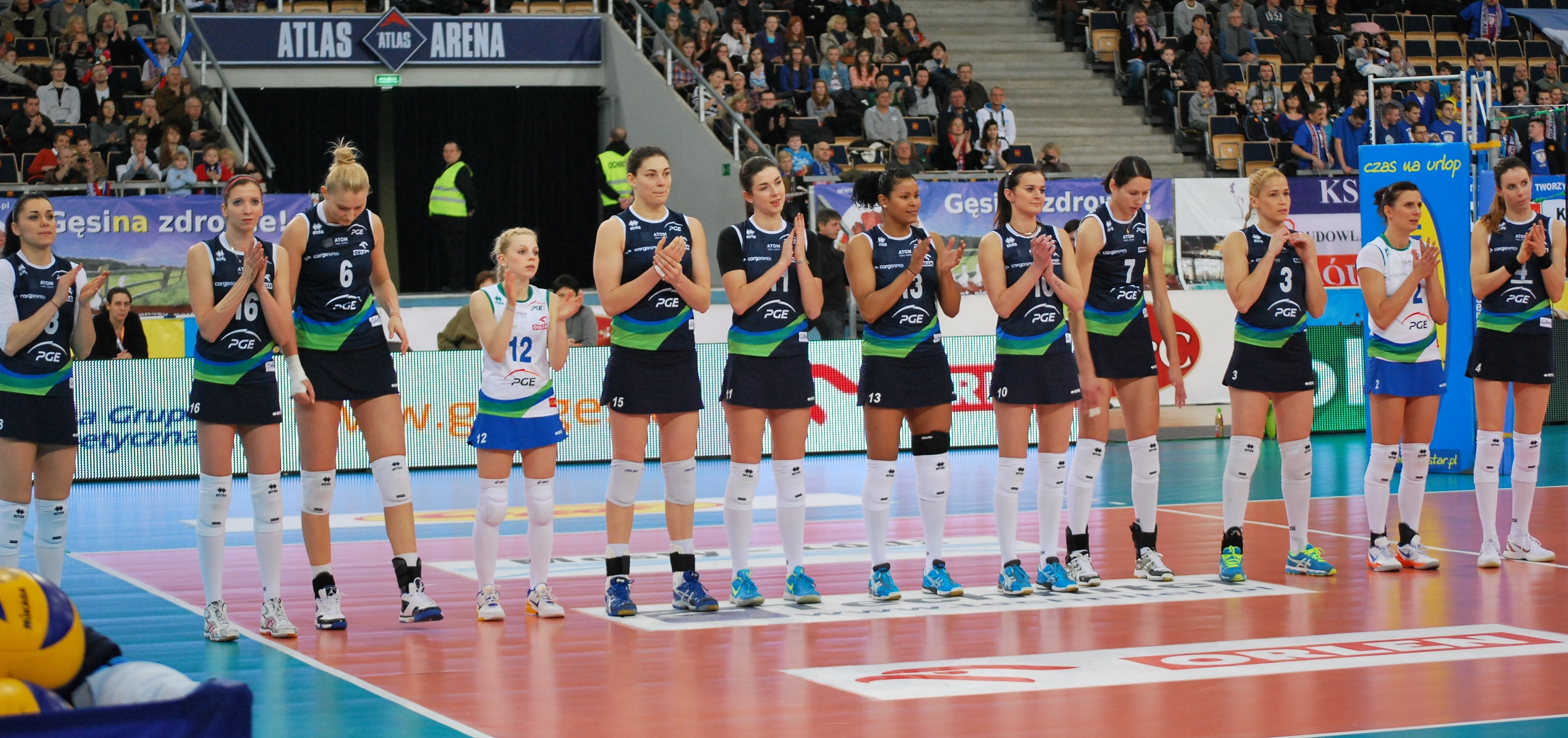
Zawodniczki Atomu Trefl Sopot w sezonie 2012/2013

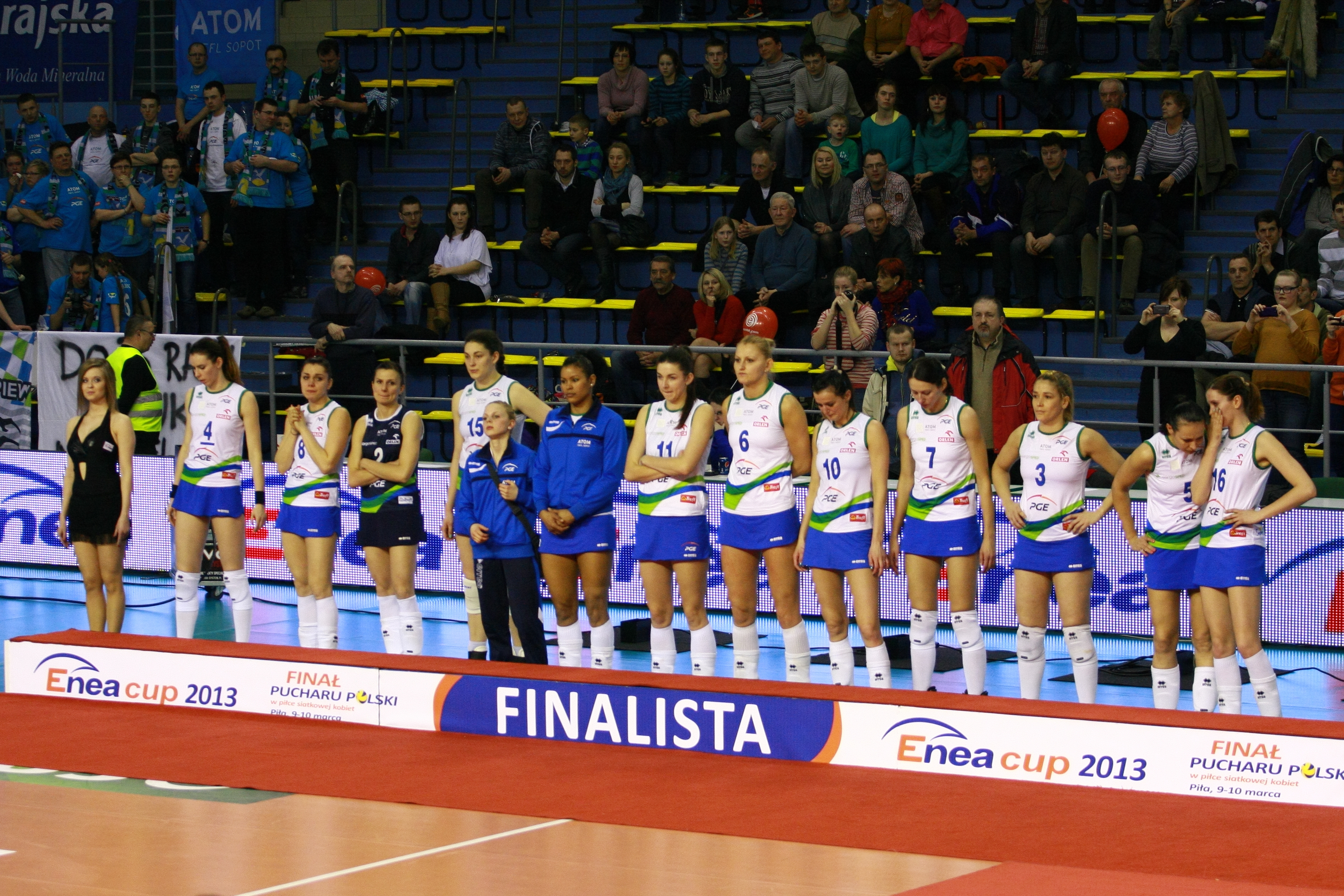
Zawodniczki Atomu Trefl Sopot finalistkami Pucharu Polski w sezonie 2012/2013

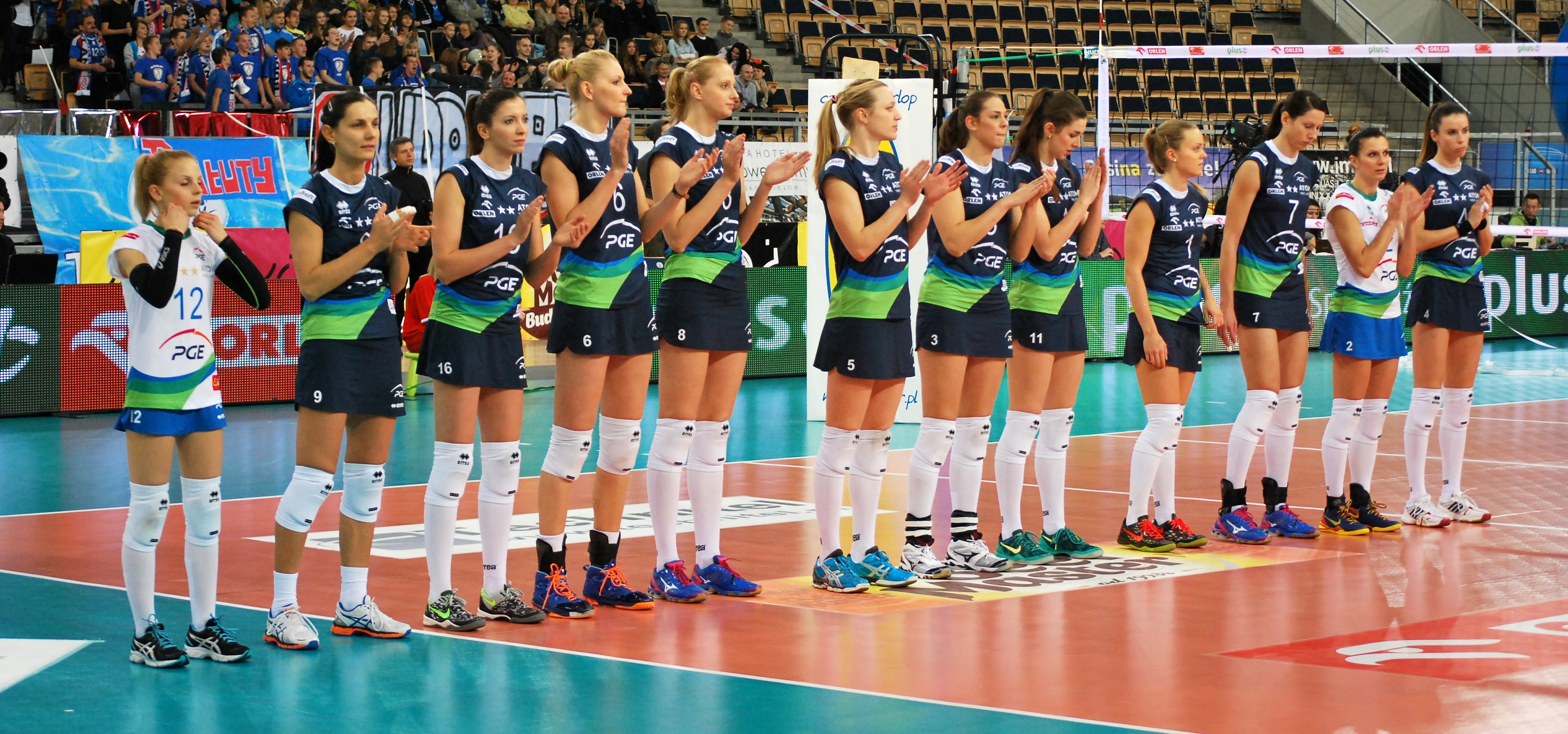
Zawodniczki Atomu Trefl Sopot w sezonie 2013/2014

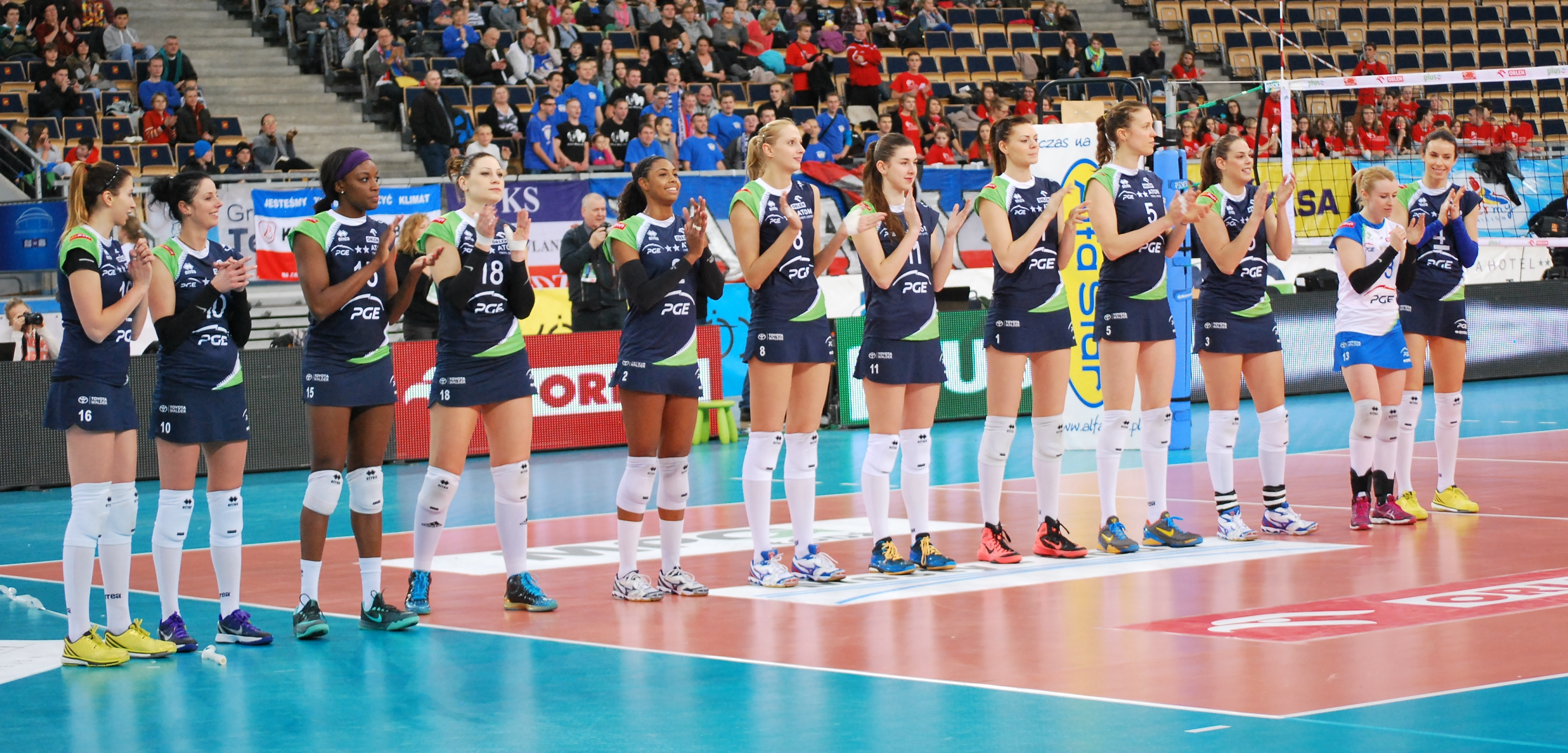
Zawodniczki Atomu Trefl Sopot w sezonie 2014/2015

Atom Trefl Sopot – polski żeński klub siatkarski z siedzibą w Sopocie, założony w 2008 roku. Dwukrotny mistrz Polski oraz uczestnik Ligi Mistrzyń.
Od 2008 roku klub działał jako spółka akcyjna.

## Historia
Klub powstał w sierpniu 2008 roku pod nazwą Trefl Piłka Siatkowa Gdynia S.A. z inicjatywy prezesa Kazimierza Wierzbickiego oraz Barbary Zakrzewskiej  - Wiceprezes Trefl Piłka Siatkowa S.A. Od momentu założenia, celem klubu był awans do I ligi a następnie do PlusLigi Kobiet. Począwszy od sezonu 2008/2009 zarząd oraz drużyna konsekwentnie realizowała założenia oraz postawione cele, dlatego zakontraktowano grupę zawodniczek występujących wcześniej w najwyższej klasie rozgrywkowej w Polsce.
W sezonie 2010/11 założeniem trenera było połączenie doświadczenia zawodniczek o znanych nazwiskach z młodością tych dopiero budujących kariery. W składzie znalazły się m.in. podwójne „Złotka” – Dorota Świeniewicz, Izabela Bełcik i Magdalena Śliwa, a także brązowe medalistki Mistrzostw Europy 2009 Eleonora Dziękiewicz i Paulina Maj, które stanowiły mocny, polski trzon drużyny. Doskonałym dopełnieniem okazały się gwiazdy światowej siatkówki – reprezentantki: Francji Kinga Maculewicz i Hiszpanii: Amaranta Fernández, a także Rosjanka Olga Fatiejewa. Występowały też: Izabela Śliwa, Katarzyna Konieczna, Ewelina Sieczka, Natalia Nuszel, a także reprezentujące Turcję Neriman Özsoy i Meryem Boz. Jak pokazał czas, zawodniczki te znakomicie porozumiewały się na boisku, co zaowocowało srebrnym medalem mistrzostw Polski. W finale play off PlusLigi drużyna Atomu Trefla Sopot musiała uznać wyższość zespołu Bank BPS Muszynianka Fakro Muszyna.
W swoim pierwszym sezonie w ekstraklasie zawodniczki wywalczyły zatem wicemistrzostwo Polski, co uprawniło je do występu w Lidze Mistrzyń 2011/12. W związku z przywilejem gry o Puchar Europy zespół został wzmocniony. Reprezentantki Niemiec, Margareta Kozuch i Corina Ssuschke-Voigt, oraz Stanów Zjednoczonych, Alisha Glass i Megan Hodge, to zawodniczki rozpoznawane na całym siatkarskim świecie. Obraz drużyny w jej drugim sezonie dopełniły utalentowane Polki: Maja Tokarska, Dorota Wilk i Magdalena Saad. Atomówki grały więc o najwyższe cele zarówno w kraju, jak i w Europie. Pierwszymi rywalkami na międzynarodowej arenie były: rosyjskie Dynamo Kazań, szwajcarskie Voléro Zurych i czeska VK Modranska Prostějov. Sopocianki zajęły w grupie drugie miejsce i awansowały do ⅛ finału, w którym trafiły na bardzo trudnego przeciwnika – klubowe mistrzynie świata i wicemistrzynie Europy, Rabitę Baku. Pierwsze spotkanie wicemistrzynie Polski wygrały jednak 3:1, odnosząc największy sukces w półtorarocznej historii klubu. Rewanż w Baku, zakończył się identycznym wynikiem dla rywalek. O awansie do ¼ finału decydował zatem dodatkowy „złoty set”, wygrany przez Rabitę 15:6. Siatkarki Atomu Trefla Sopot odpadły zatem z elitarnych rozgrywek. Pogodziły to z bardzo dobrymi występami (15 zwycięstw – 3 porażki) w PlusLidze Kobiet, w której zajęły drugie miejsce po fazie zasadniczej. W I rundzie play off wyeliminowały Budowlanych Łódź w stanie rywalizacji 2-0. W II rundzie zagrały, podobnie jak rok wcześniej, z Tauronem MKS Dąbrowa Górnicza. Atomówki pokonały swoje rywalki dopiero po piątym meczu, zakończonym kolejnym tie-breakiem. W finale kibice uważnie śledzili także powtórkę sprzed roku. Atom Trefl Sopot w dwóch pierwszych spotkaniach podejmował na wyjeździe lidera rundy zasadniczej, Bank BPS Muszyniankę Fakro. Po wygranej 3:2 w czwartym spotkaniu mogły się cieszyć z wywalczenia złotego medalu mistrzostw Polski.
Kształt zespołu zmienił się diametralnie w kolejnym sezonie. W drużynie pozostały jedynie dwie zawodniczki, obie odpowiadające za rozegranie - Izabela Bełcik i Dorota Wilk. Ostatecznie zespół stał się połączeniem młodości z doświadczeniem, choć znanych siatkarek nie brakowało - nową libero została Mariola Zenik, przyjęcie wzmocniły reprezentantki Polski Anna Podolec oraz  Klaudia Kaczorowska, znana Brazylijka - Érika Coimbra, czy też Australijka Rachel Rourke. Trenerem drużyny został Jerzy Matlak, a funkcję jego asystenta powierzono Adamowi Grabowskiemu. Kilka miesięcy później trener Grabowski objął funkcję pierwszego szkoleniowca mistrzowskiej drużyny. Z meczu na mecz polskim kibicom coraz bardziej przypominała o sobie środkowa Yulia Shelukhina, a coraz jaśniej błyszczała gwiazda jej młodszej koleżanki, Justyny Łukasik. Gwiazdą ligi szybko stała się jednak Rourke, która wraz z ostatnim meczem sezonu ustanowiła rekord ligi, zdobywszy w sezonie 577 punktów. Finały ligi z udziałem ATOMu Trefla Sopot i Tauronu MKS Dąbrowa Górnicza wymagały rozegrania pięciu meczów, najpierw zawodniczki z Dąbrowy zwyciężyły u siebie najpierw 3:0, a później 3:1. Oznaczało to więc że Atomówki do meczów, w ERGO ARENIE podchodziły z dwoma przegranymi co oznaczało, że jakakolwiek porażka będzie oznaczała zdobycie tytułu przez zespół z Dąbrowy Górniczej. W pierwszym meczu w Sopocie zawodniczki Waldemara Kawki prowadziły 2:1 w setach, jednak zawodniczki Atomu odrobiły seta doprowadzając do tie break'a. Zespół z południa Polski prowadził w 5 secie 14:11, ostatecznie jednak przegrał go w stosunku 17:15 i cały mecz 3:2.
W czwartym meczu finałowym, Atomówki prowadziły już 2:1 i w czwartym secie prowadziły 24:20, ostatecznie oddały go jednak rywalkom. Siatkarki Waldemara Kawki w tie breaku wyszyły na prowadzenie 9:4, jednak tak jak i w pierwszym meczu sopocianki odrobiły straty i wygrały tie break i wyrównały stan rywalizacji do trzech zwycięstw na 2:2, co oznaczało, że Mistrza wyłoni 5 mecz w Dąbrowie Górniczej. Mecz o mistrzostwo rozpoczął się od dwóch wygranych przez Dąbrowianki setów do 18 i 20, zaś dwa następne padły łupem Atomówek i zostały wygrane do 23 i do 17, co oznaczało, że o tym kto zdobędzie tytuł Mistrza Polski, zdecyduje tie break. Ten po punkcie zdobytym potrójnym blokiem padł łupem zawodniczek Atomu Trefla Sopot który drugi raz z rzędu został Mistrzem Polski.
Od sezonu 2017/18 zespół przeniesiono do Krakowa, gdzie występował pod nazwą Trefl Proxima Kraków.

## Sukcesy
- Mistrzostwa Polski
  -  1. miejsce: 2012, 2013
  -  2. miejsce: 2011, 2015, 2016
  -  3. miejsce: 2014
- Puchar Polski
  -  1. miejsce: 2015
  -  2. miejsce: 2012, 2013
- Superpuchar Polski
  -  2. miejsce: 2012, 2013
- Puchar CEV
  -  2. miejsce: 2015
- CEV Best Organiser Award 2013

## Kadra zespołu na ostatni sezon
- Trener:  Piotr Olenderek

| Nr | Imię i nazwisko    | Data ur.             | Wzrost | Pozycja      |
| -- | ------------------ | -------------------- | ------ | ------------ |
| 1  | Joanna Grzmocińska | 23 kwietnia 1998     |        | przyjmująca  |
| 2  | Beata Mielczarek   | 12 marca 1991        | 177    | przyjmująca  |
| 3  | Martyna Łukasik    | 26 listopada 1999    | 185    | przyjmująca  |
| 4  | Karolina Bednarek  | 31 października 1988 | 190    | środkowa     |
| 5  | Daria Szczyrba     | 2 grudnia 1998       | 180    | przyjmująca  |
| 6  | Małgorzata Skorupa | 16 września 1984     | 183    | środkowa     |
| 7  | Magdalena Damaske  | 19 lutego 1996       | 186    | przyjmująca  |
| 8  | Karolina Goliat    | 25 października 1996 | 189    | atakująca    |
| 9  | Alicja Wójcik      | 10 listopada 1994    | 186    | środkowa     |
| 10 | Dominika Mras      | 19 kwietnia 1996     | 181    | rozgrywająca |
| 11 | Justyna Łukasik    | 27 stycznia 1993     | 188    | środkowa     |
| 13 | Natalia Gajewska   | 24 maja 1994         | 175    | rozgrywająca |
| 14 | Monika Fedusio     | 6 listopada 1999     |        | przyjmująca  |
| 16 | Klaudia Kulig      | 1 maja 1997          | 173    | libero       |
| 17 | Anna Bodasińska    | 15 czerwca 1998      | 172    | libero       |

## Trenerzy
| Imię i nazwisko      | Okres pełnienia funkcji | Okres pełnienia funkcji |
| -------------------- | ----------------------- | ----------------------- |
| Edward Pawlun        | 2008                    | 2010                    |
| Alessandro Chiappini | 2010                    | 06.2012                 |
| Jerzy Matlak         | 6.2012                  | 12.2012                 |
| Adam Grabowski       | 12.2012                 | 05.2013                 |
| Teun Buijs           | 05.2013                 | 04.2014                 |
| Tomasz Wasilkowski   | 04.2014                 | 05.2014                 |
| Lorenzo Micelli      | 05.2014                 | 06.2016                 |
| Piotr Matela         | 07.2016                 | 03.2017                 |
| Piotr Olenderek      | 03.2017                 |                         |

## Kapitanowie
| Lata      | Imię i nazwisko    | Uwagi      |
| --------- | ------------------ | ---------- |
| 2010–2012 | Dorota Świeniewicz | Do 02.2012 |
| 2012-2015 | Izabela Bełcik     |            |
| 2015-2016 | Anna Miros         |            |
| 2016-2017 | Magdalena Damaske  |            |

## Rekordy
| Zawodniczka           | Liczba | Lata                     |
| --------------------- | ------ | ------------------------ |
| Izabela Bełcik        | 130    | 2010–2015                |
| Klaudia Kaczorowska   | 110    | 2012–2016                |
| Anna Miros            | 105    | 2012–2016                |
| Justyna Łukasik       | 87     | 2012–2017                |
| Zuzanna Efimienko     | 81     | 2012–2016                |
| Maja Tokarska         | 73     | 2011–2012 oraz 2014–2016 |
| Agata Durajczyk       | 60     | 2014–2016                |
| Mariola Zenik         | 59     | 2012–2014                |
| Charlotte Leys        | 58     | 2013–2015                |
| Katarzyna Zaroślińska | 55     | 2014–2016                |

| Zawodniczka           | Liczba | Lata                     |
| --------------------- | ------ | ------------------------ |
| Katarzyna Zaroślińska | 915    | 2014–2016                |
| Klaudia Kaczorowska   | 784    | 2012–2016                |
| Anna Miros            | 623    | 2012–2016                |
| Neriman Özsoy         | 604    | 2011–2013                |
| Rachel Rourke         | 577    | 2012–2013                |
| Zuzanna Efimienko     | 539    | 2012–2016                |
| Charlotte Leys        | 535    | 2013–2015                |
| Maja Tokarska         | 514    | 2011–2012 oraz 2014–2016 |
| Izabela Bełcik        | 448    | 2010–2015                |
| Julija Szełuchina     | 440    | 2012–2014                |

Stan na 20 lipca 2016.

## Hala sportowa

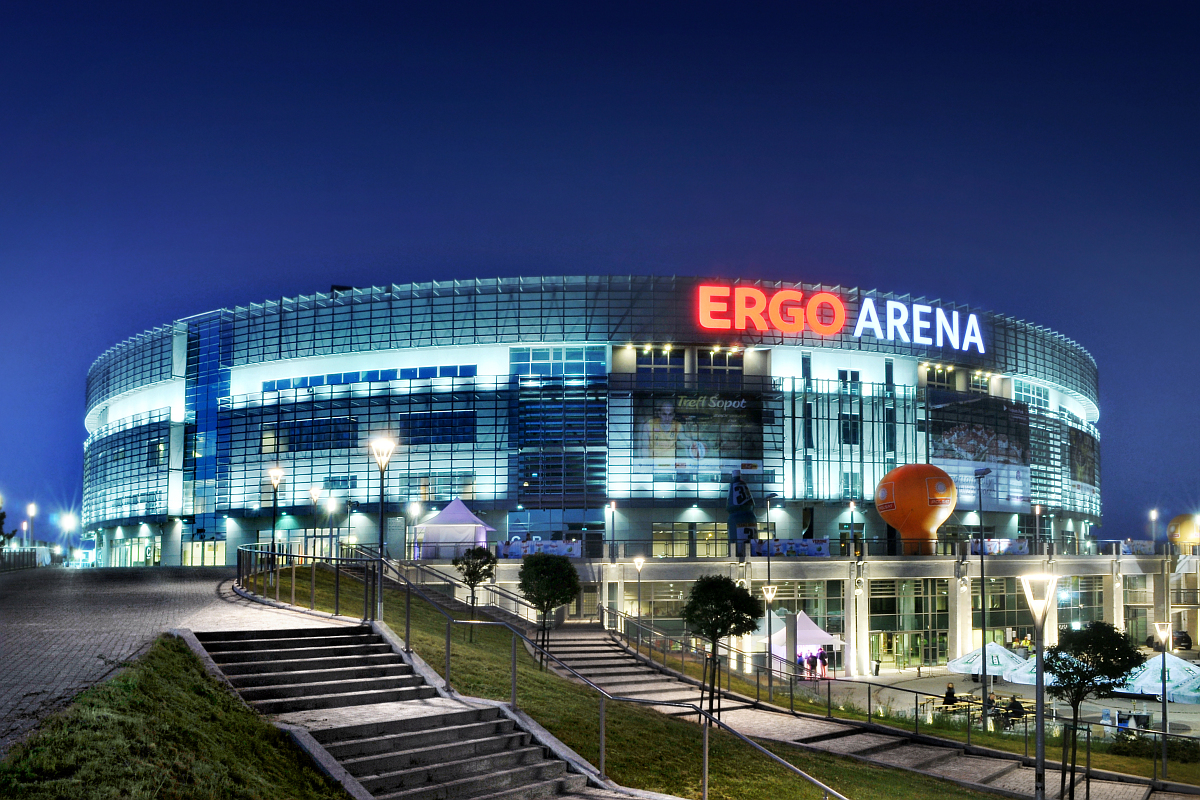
Ergo Arena

Władze klubu zgłosiły do rozgrywek PlusLigi Ergo Arenę, mieszczącą się na placu Dwóch Miast 1. Oddana do użytku 18 sierpnia 2010 roku. W 2011 roku odbył się turniej Final Six Ligi Światowej siatkarzy. W 2013 odbyły się w hali Mistrzostwa Europy w Piłce Siatkowej Mężczyzn, w 2014 Halowe Mistrzostwa Świata w Lekkoatletyce, a także Mistrzostwa Świata w Piłce Siatkowej Mężczyzn 2014. Zaś w 2016 Mistrzostwa Europy w Piłce Ręcznej Mężczyzn. Posiada widownię stałą, na której jest 7657 miejsc. Wraz z dostawianymi trybunami może pomieścić ponad 15000 widzów. Obecnie jest pierwszą pod względem pojemności kibiców halą sportową w Polsce.

## Europejskie puchary
| Etap                    | Data                    | Gospodynie                        | Goście                            | Wynik                        |                         |                         |                         |
| Liga Mistrzyń 2011/2012 | Liga Mistrzyń 2011/2012 | Liga Mistrzyń 2011/2012           | Liga Mistrzyń 2011/2012           | Liga Mistrzyń 2011/2012      | Liga Mistrzyń 2011/2012 | Liga Mistrzyń 2011/2012 | Liga Mistrzyń 2011/2012 |
| ----------------------- | ----------------------- | --------------------------------- | --------------------------------- | ---------------------------- | ----------------------- | ----------------------- | ----------------------- |
| Faza grupowa            | 30.11.2011              | Voléro Zurych                     | Atom Trefl Sopot                  | 2:3 (19, 14, -14, -15, -9)   |                         |                         |                         |
| Faza grupowa            | 6.12.2011               | Atom Trefl Sopot                  | Dinamo Kazań                      | 0:3 (-15, -19, -23)          |                         |                         |                         |
| Faza grupowa            | 14.12.2011              | Atom Trefl Sopot                  | VK Modřanská Prostějov            | 3:0 (21, 14, 20)             |                         |                         |                         |
| Faza grupowa            | 21.12.2011              | VK Modřanská Prostějov            | Atom Trefl Sopot                  | 0:3 (-21, -25, -17)          |                         |                         |                         |
| Faza grupowa            | 11.01.2012              | Dinamo Kazań                      | Atom Trefl Sopot                  | 3:0 (21, 16, 23)             |                         |                         |                         |
| Faza grupowa            | 17.01.2012              | Atom Trefl Sopot                  | Volero Zürich                     | 3:2 (16, -23, 22, -22, 10)   |                         |                         |                         |
| I runda play-off        | 2.02.2012               | Atom Trefl Sopot                  | Rabitə Baku                       | 3:1 (-22, 22, 20, 24)        |                         |                         |                         |
| I runda play-off        | 9.02.2012               | Rabita Baku                       | Atom Trefl Sopot                  | 3:1 (-21, 14, 20, 20); (6)   |                         |                         |                         |
| Liga Mistrzyń 2012/2013 |                         |                                   |                                   |                              |                         |                         |                         |
| Faza grupowa            | 24.10.2012              | Asystel Villa Cortese             | Atom Trefl Sopot                  | 3:1 (16, 24, -21, 23)        |                         |                         |                         |
| Faza grupowa            | 30.10.2012              | Atom Trefl Sopot                  | VK Agel Prostějov                 | 3:0 (24, 17, 16)             |                         |                         |                         |
| Faza grupowa            | 13.11.2012              | Atom Trefl Sopot                  | Rabitə Baku                       | 0:3 (-19, -22, -25)          |                         |                         |                         |
| Faza grupowa            | 22.11.2012              | Rabita Baku                       | Atom Trefl Sopot                  | 3:1 (11, -23, 25, 21)        |                         |                         |                         |
| Faza grupowa            | 5.12.2012               | VK Agel Prostějov                 | Atom Trefl Sopot                  | 0:3 (-15, -16, -24)          |                         |                         |                         |
| Faza grupowa            | 11.12.2012              | Atom Trefl Sopot                  | Asystel Villa Cortese             | 3:0 (21, 18, 15)             |                         |                         |                         |
| I runda play-off        | 16.01.2013              | Atom Trefl Sopot                  | Vakifbank Stambuł                 | 1:3 (23, -18, -15, -21)      |                         |                         |                         |
| I runda play-off        | 24.01.2013              | Vakifbank Stambuł                 | Atom Trefl Sopot                  | 3:0 (19, 23, 16)             |                         |                         |                         |
| Liga Mistrzyń 2013/2014 |                         |                                   |                                   |                              |                         |                         |                         |
| Faza grupowa            | 23.10.2013              | Dinamo Romprest Bukareszt         | Atom Trefl Sopot                  | 1:3 (-20, 17, 17, 23)        |                         |                         |                         |
| Faza grupowa            | 29.10.2013              | Atom Trefl Sopot                  | VDK Gent Dames                    | 3:0 (9, 20, 17)              |                         |                         |                         |
| Faza grupowa            | 26.11.2013              | Atom Trefl Sopot                  | VakifBank Stambuł                 | 1:3 (19, -14, -19, -18)      |                         |                         |                         |
| Faza grupowa            | 4.12.2013               | VakifBank Stambuł                 | Atom Trefl Sopot                  | 3:0 (-22, -20, -12)          |                         |                         |                         |
| Faza grupowa            | 11.12.2013              | Gent Dames                        | Atom Trefl Sopot                  | 0:3 (23, 14, 21)             |                         |                         |                         |
| Faza grupowa            | 17.12.2013              | Atom Trefl Sopot                  | Dinamo Romprest Bukareszt         | 3:1 (-23, 17, 21, 20)        |                         |                         |                         |
| I runda play-off        | 15.01.2014              | Atom Trefl Sopot                  | Eczacibasi VitrA Stambuł          | 0:3 (-21, -20, -22)          |                         |                         |                         |
| I runda play-off        | 21.01.2014              | Eczacibasi VitrA Stambuł          | Atom Trefl Sopot                  | 3:1 (16, -21, -21, -20)      |                         |                         |                         |
| Puchar CEV 2014/2015    |                         |                                   |                                   |                              |                         |                         |                         |
| 1/16                    |                         | Atom Trefl Sopot                  | Siewierodonczanka Siewierodonieck | 3:0 (0, 0, 0)                |                         |                         |                         |
| 1/16                    |                         | Siewierodonczanka Siewierodonieck | Atom Trefl Sopot                  | 0:3 (0, 0, 0)                |                         |                         |                         |
| 1/8                     | 11.12.2014              | Atom Trefl Sopot                  | Gea Happel Amigos Zoersel         | 3:0 (13, 16, 19)             |                         |                         |                         |
| 1/8                     | 18.12.2014              | Gea Happel Amigos Zoersel         | Atom Trefl Sopot                  | 0:3 (16, 12, 18)             |                         |                         |                         |
| 1/4                     | 14.01.2015              | Prosecco Doc-Imoco Conegliano     | Atom Trefl Sopot                  | 3:1 (-20, 21, -21, -13)      |                         |                         |                         |
| 1/4                     | 22.01.2015              | Atom Trefl Sopot                  | Prosecco Doc-Imoco Conegliano     | 3:0 (20, 18, 12); (6)        |                         |                         |                         |
| Runda Challenge         | 03.03.2015              | Știința Bacău                     | Atom Trefl Sopot                  | 0:3 (15, 21, 18)             |                         |                         |                         |
| Runda Challenge         | 10.03.2015              | Atom Trefl Sopot                  | Știința Bacău                     | 3:0 (14, 17, 13)             |                         |                         |                         |
| 1/2 finału              | 24.03.2015              | Atom Trefl Sopot                  | Galatasaray SK                    | 3:0 (20, 22, 19)             |                         |                         |                         |
| 1/2 finału              | 28.03.2015              | Galatasaray SK                    | Atom Trefl Sopot                  | 2:3 (-18, -27, 26, 29, 13)   |                         |                         |                         |
| Finał                   | 07.04.2015              | Atom Trefl Sopot                  | Dinamo Krasnodar                  | 0:3 (-18, -20, -22)          |                         |                         |                         |
| Finał                   | 11.04.2015              | Dinamo Krasnodar                  | Atom Trefl Sopot                  | 1:3 (24, -18, 24, 22); (-10) |                         |                         |                         |
| Liga Mistrzyń 2015/2016 |                         |                                   |                                   |                              |                         |                         |                         |
| Faza grupowa            | 29.10.2015              | Calcit Lublana                    | Atom Trefl Sopot                  | 0:3 (14, 19, 17)             |                         |                         |                         |
| Faza grupowa            | 10.11.2015              | Atom Trefl Sopot                  | VakifBank Stambuł                 | 0:3 (-17, -20, -18)          |                         |                         |                         |
| Faza grupowa            | 24.11.2015              | Atom Trefl Sopot                  | Igor Gorgonzola Novara            | 3:0 (21, 21, 21)             |                         |                         |                         |
| Faza grupowa            | 9.12.2015               | Igor Gorgonzola Novara            | Atom Trefl Sopot                  | 1:3 (-22, 21, 22, 21)        |                         |                         |                         |
| Faza grupowa            | 20.01.2016              | VakifBank Stambuł                 | Atom Trefl Sopot                  | 3:0 (-20, -21, -18)          |                         |                         |                         |
| Faza grupowa            | 27.01.2016              | Atom Trefl Sopot                  | Calcit Lublana                    | 3:0 (21, 22, 11)             |                         |                         |                         |
| I runda play-off        | 10.02.2016              | Atom Trefl Sopot                  | River Volley Piacenza             | 3:2 (18, -20, 19, -24, 13)   |                         |                         |                         |
| I runda play-off        | 24.02.2016              | River Volley Piacenza             | Atom Trefl Sopot                  | 3:1 (-23, 16, -21, -20)      |                         |                         |                         |

## Atom Trefl II Sopot
Od sezonu 2013/2014 w rozgrywkach drugiej ligi występował zespół Atomu Trefla II Sopot, złożony z zawodniczek Gedanii Gdańsk, która wywalczyła awans do II ligi w sezonie 2012/2013. Obustronne porozumienie między Atomem Treflem Sopot a gdańskim klubem zakładało, że zespół złożony z zawodniczek Gedanii będzie występować pod szyldem Atom i ze sztabem treningowym sopockiego klubu. Taki układ miał pomóc w szukaniu młodych i zdolnych siatkarek. Po dwóch sezonach ze współpracy na gruncie II ligi zrezygnowano.

## Atom Trefl Sopot w Młodej Lidze Kobiet
Od sezonu 2014/2015 wszystkie kluby występujące w ORLEN Lidze zobowiązane są do wystawiania drużyn młodzieżowych w rozgrywkach Młodej Ligi Kobiet. W pierwszym sezonie MLK młode siatkarki Atomu Trefla Sopot sięgnęły po mistrzostwo kraju. W kolejnym roku przy nieco zmienionej formule, która poza runda zasadniczą obejmowała także rozgrywki w formacie Final Four, Młode Atomówki obroniły mistrzostwo kraju zwyciężając w finale z Budowlanymi Łódź w podopolskich Krapkowicach 3:1.

## Sponsorzy
Sponsorzy tytularni:
- Urząd Miasta Sopotu
- Trefl S.A.

Sponsorzy:
- Stowarzyszenie Trefl Pomorze
- Hotel Haffner

Patroni medialni:
- trójmiasto.pl
- Radio Gdańsk

Partnerzy:
- Interplastic
- LightBox
- U7